# Bohémond de Tarente
Pour les articles homonymes, voir Bohémond.
Bohémond de Tarente ou  Bohémond Ier d'Antioche, né vers 1054 et mort le 7 mars 1111, est prince d'Antioche de 1098 à sa mort. Il est l'un des chefs de la première croisade.
Fils de Robert Guiscard, il participe aux offensives de son père contre l'Empire byzantin entre 1081 et 1085. Écarté de la succession au duché d'Apulie au profit son demi-frère Roger Borsa, il reçoit en compensation la principauté de Tarente. Il part en 1096 pour la première croisade et, accompagné de son neveu Tancrède, s'illustre à plusieurs reprises à la tête du contingent normand. En 1098, il joue un rôle crucial dans la capture d'Antioche dont il forme le centre d'une principauté, malgré les revendications de Constantinople. Capturé par les Turcs en 1100, il est libéré trois ans plus tard contre une forte rançon. Il se rend ensuite en Occident afin de former une coalition contre l'Empire byzantin, mais est vaincu en Albanie par l'empereur Alexis Comnène et est contraint de signer un traité draconien en 1108.

## Biographie

### Premières campagnes

Détail de l'offensive normande en Grèce en 1081-1085.

Bohémond est le fils aîné de Robert Guiscard, comte d'Apulie, et de sa première épouse Aubrée de Buonalbergo. Il naît entre 1050 et 1058 (en 1054 selon l'historien John Julius Norwich),. Il est baptisé sous le nom de Marc mais, en raison de sa grande taille, il reçoit le surnom de Bohémond en référence à un géant légendaire du même nom.
Bohémond de Tarente seconde son père Robert Guiscard dans sa lutte contre les barons révoltés Jourdain de Capoue et Godefroi de Conversano en 1079. Il participe également en 1081 à la grande expédition de son père contre l'Empire byzantin en Albanie. Il se distingue à Dyrrachion, où il commande l'aile gauche de l'armée normande face à la garde varangienne. Puis, après le départ de son père en avril ou mai 1082, il reçoit le commandement des troupes normandes et remporte deux victoires contre l'empereur Alexis Comnène devant Joannina et Arta,. Il se rend maître de l'Albanie et de la Thessalie et débute le siège de Larissa à la fin de l'année 1082. Au printemps 1083, il est vaincu par les Byzantins devant Larissa et perd la quasi-totalité de ses conquêtes. Retiré à Kastoria, il est contraint de retourner en Italie afin de trouver l'argent nécessaire au paiement de la solde de son armée. Durant son absence, les Byzantins reprennent Kastoria et Dyrrachion. En 1084, Bohémond participe à la nouvelle expédition de son père contre l'Empire byzantin, mais il tombe gravement malade et est contraint de regagner l'Italie en décembre. En juillet 1085, Robert Guiscard meurt à Céphalonie.
Bohémond est écarté de la succession sur le duché d'Apulie et de Calabre au profit de son demi-frère, le jeune Roger Borsa, favorisé par sa mère Sykelgaite de Salerne.
Selon Ordéric Vital, Bohémond était à Salerne quand il apprit le retour de sa belle-mère et de son demi-frère ; craignant d'être empoisonné par Sykelgaite, il se serait enfui auprès de son cousin Jourdain, prince de Capoue, et aurait aussitôt avec celui-ci commencé les hostilités contre Roger,.

### Guerre contre Roger Borsa
Des tensions apparaissent rapidement entre les deux frères et, dès la fin de l'année 1085 ou le début de l'année 1086, Bohémond se révolte, occupe les villes d'Oria, de Tarente et d'Otrante, et s'empare d'une bonne partie de la Pouille méridionale. Roger est obligé de céder à son frère, outre les trois villes dont il s'était emparé, Gallipoli et presque toute la région qui s'étend de Conversano à Brindisi. En 1087, les deux frères se déclarent à nouveau la guerre. Bohémond commence les hostilités et tente de surprendre son frère près de Bénévent ; il est battu à Fragneto mais parvient à fuir et à regagner Tarente. En 1089, un accord est conclu entre les deux frères ; malgré sa défaite, Bohémond réussit à conserver tout le territoire situé entre Bari et Otrante, ainsi que quelques villes de Calabre. En 1091-1092, il assiste son demi-frère dans son conflit contre la ville révoltée de Cosenza en Calabre.

### Première croisade

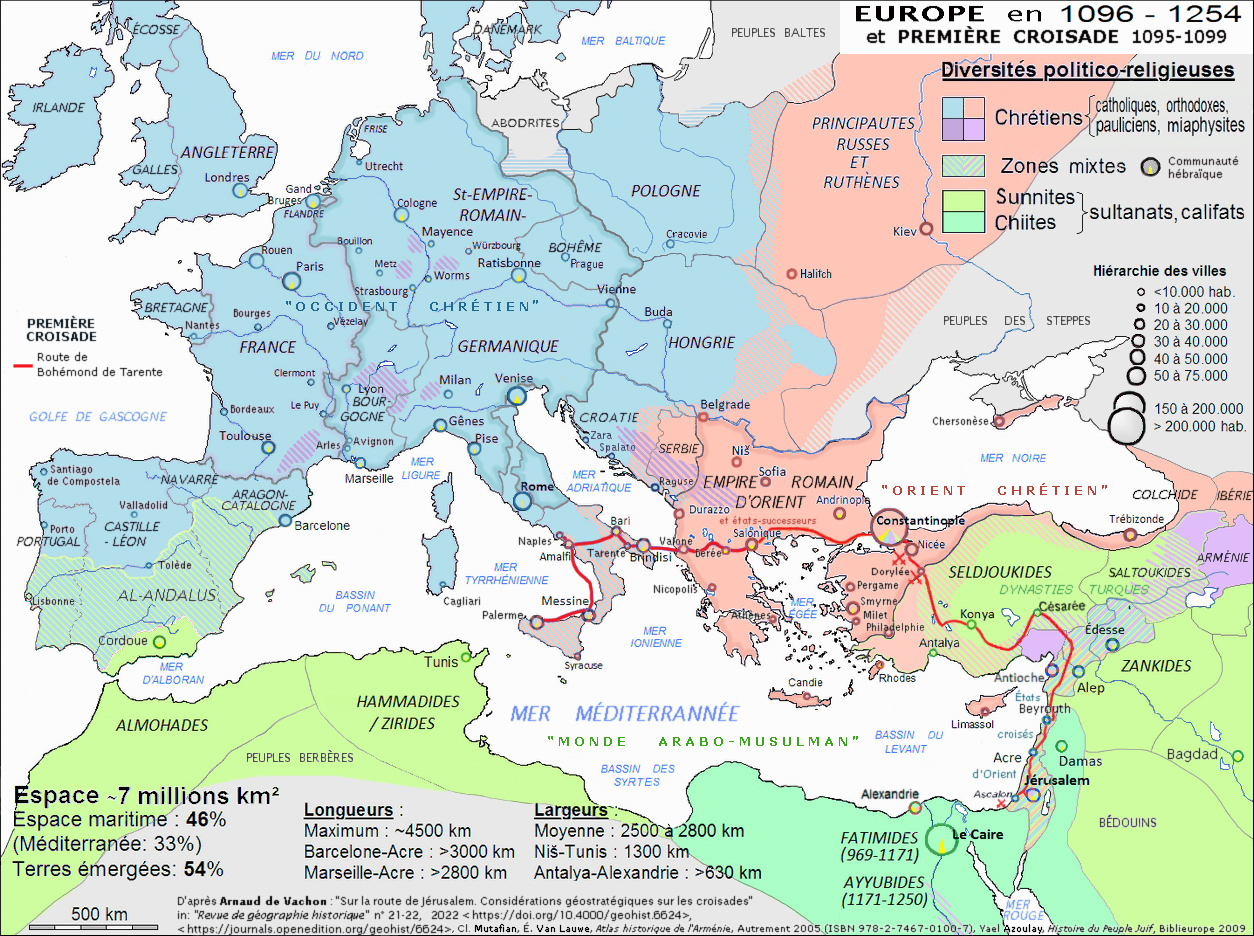
Route de Bohémond de Tarente.

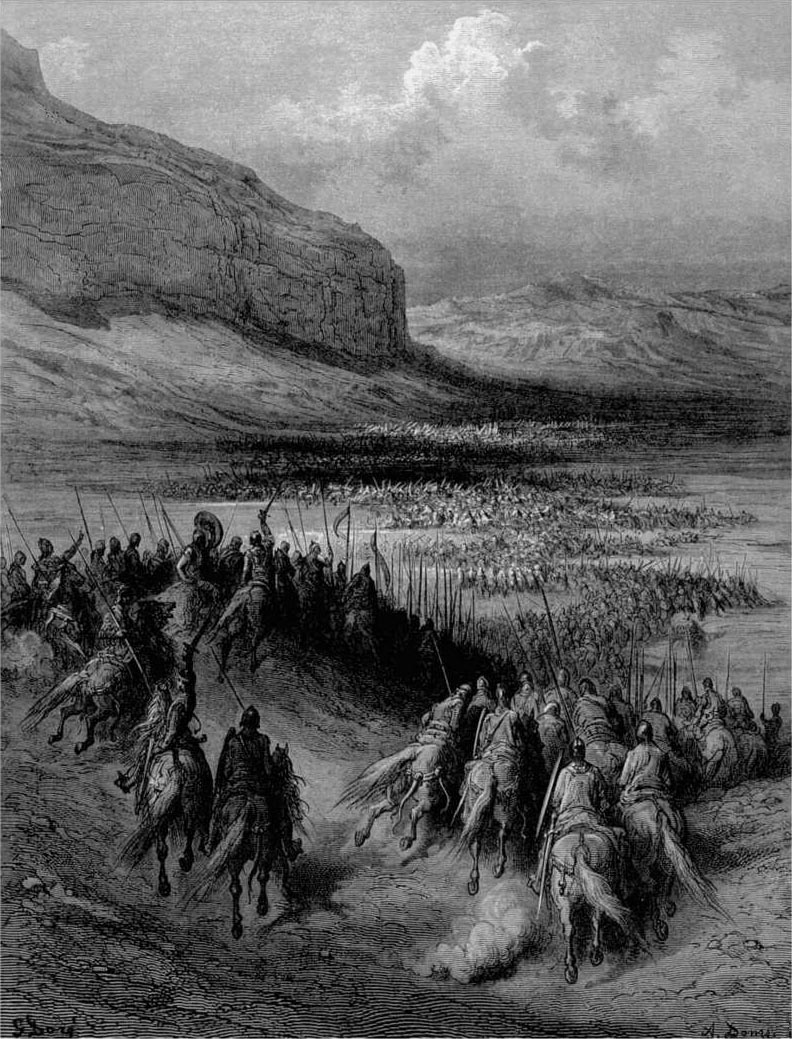
La bataille d’Antioche. Gravure de Gustave Doré.

En septembre 1096, alors qu’il participe aux côtés de son oncle Roger, comte de Sicile, au siège de la principauté révoltée d’Amalfi, il apprend qu’une grande expédition pour l’Orient est en route, un bon moyen pour lui d’aller se tailler un fief plus important que sa principauté. Il abandonne le siège et s’embarque pour la première croisade, dont il sera l’un des principaux chefs ; il est accompagné de son neveu le jeune Tancrède de Hauteville et son cousin Richard de Salerne. Son armée compte près de 10 000 chevaliers et 20 000 fantassins. La quantité de volontaires est telle que le comte Roger doit lever le siège d'Amalfi à cause du manque de soldats. L'armée normande débarque à Avlona en novembre puis traverse les villes de Kastoria, Pelagonia, Ostrovo et Serrès, avant d'atteindre Rossa en avril 1097. Bohémond se rend ensuite seul à Constantinople et, après avoir sollicité sans succès la charge de grand domestique d'Orient, prête serment de fidélité à l'empereur Alexis Comnène. L'armée normande rejoint alors Nicomédie où campe déjà l’armée lotharingienne, menée par Godefroy de Bouillon. 
Chargé du commandement de l'avant-garde croisée, Bohémond se distingue au combat devant Nicée, Dorylée et enfin Antioche, dont il débute le siège en octobre 1097. Devant Antioche, Bohémond parvient à évincer le corps auxiliaire byzantin commandé par Tatikios, en persuadant ce dernier que les barons francs veulent attenter à sa vie. Cette défection délie les croisés de leur serment envers l'empereur Alexis.

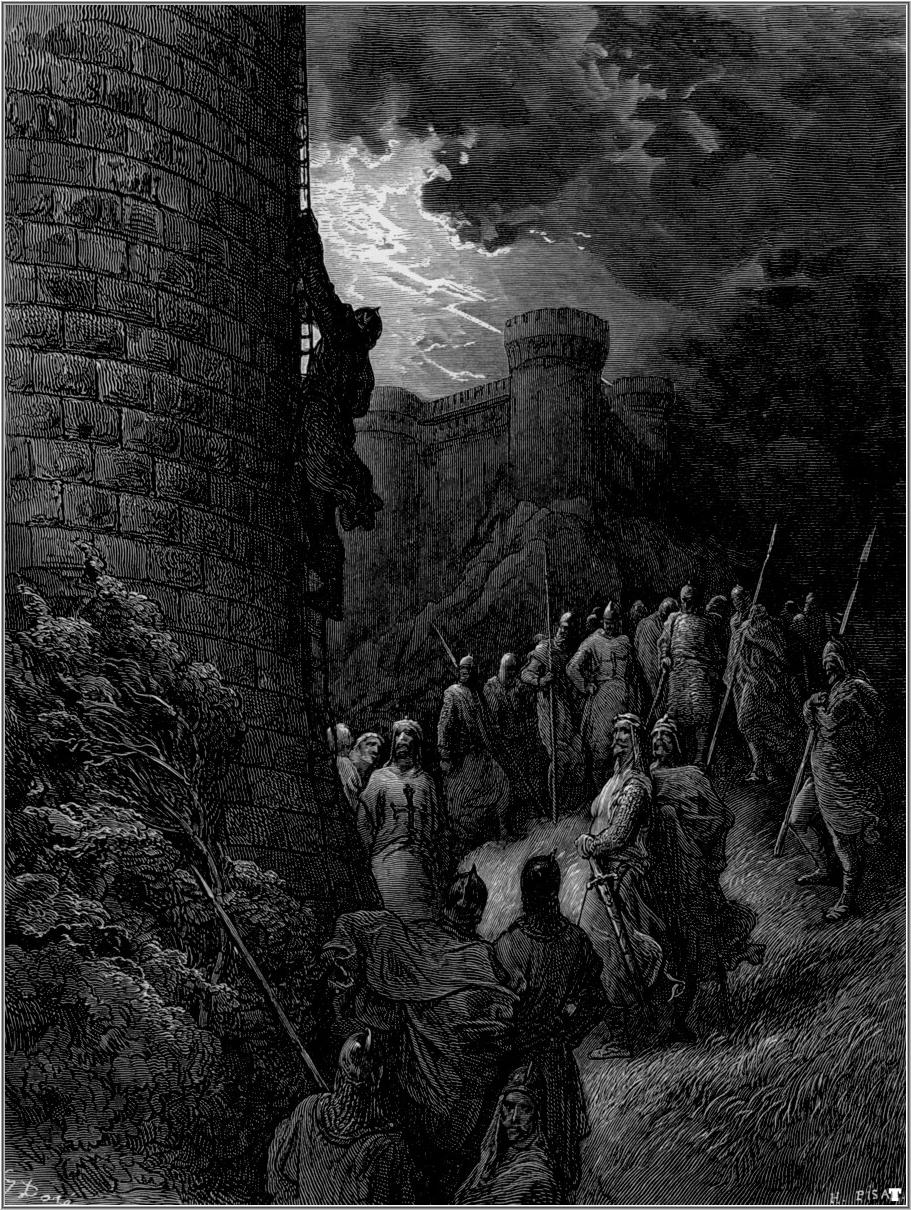
Bohémond escalade seul les remparts d'Antioche. Gravure de Gustave Doré.

Après un siège de sept mois, Bohémond trouve un arrangement avec Firouz, un Arménien converti à l'islam chargé de garder la tour des Deux-Sœurs au sud de la ville. En même temps, les croisés apprennent qu'une armée de secours, commandée par Kerbogha, atabeg de Mossoul, est seulement à quelques jours de marche. Devant l'imminence du péril, Bohémond parvient à échanger son offre contre le renoncement des autres croisés à leurs droits sur Antioche. Le 28 mai 1098, un conseil des barons attribue à Bohémond la ville d'Antioche s'il trouve un moyen de s'en emparer. Selon Guillaume de Tyr, c'est Bohémond lui-même qui aurait escaladé en premier la tour de Firouz, permettant la prise de la ville le 3 juin 1098. Les croisés, commandés par Bohémond, résistent victorieusement à un nouveau siège mené par Kerbogha, puis effectuent le 28 juin une sortie qui renverse l'armée turque.

### Fondation de la principauté d'Antioche
Bohémond conserve Antioche, malgré les véhémentes protestations de Raymond de Toulouse. Il fait de la cité le centre d’une principauté où ses descendants indirects gouverneront tant bien que mal durant près de deux siècles. Cependant la situation de Bohémond, devenu le prince Bohémond d’Antioche, est précaire entre les ambitions de l'empereur Alexis Comnène, qui lorgne sur ses possessions autrefois byzantines, mais aussi la volonté des Fatimides et des Seldjoukides de reprendre le contrôle de la Syrie du Nord. Peu après la prise d'Antioche, Bohémond tente d'enlever Laodicée, précédemment capturée par Raymond de Toulouse et remise aux Byzantins. Il y renonce après le retour de Raymond et la défection de la flotte pisane. 

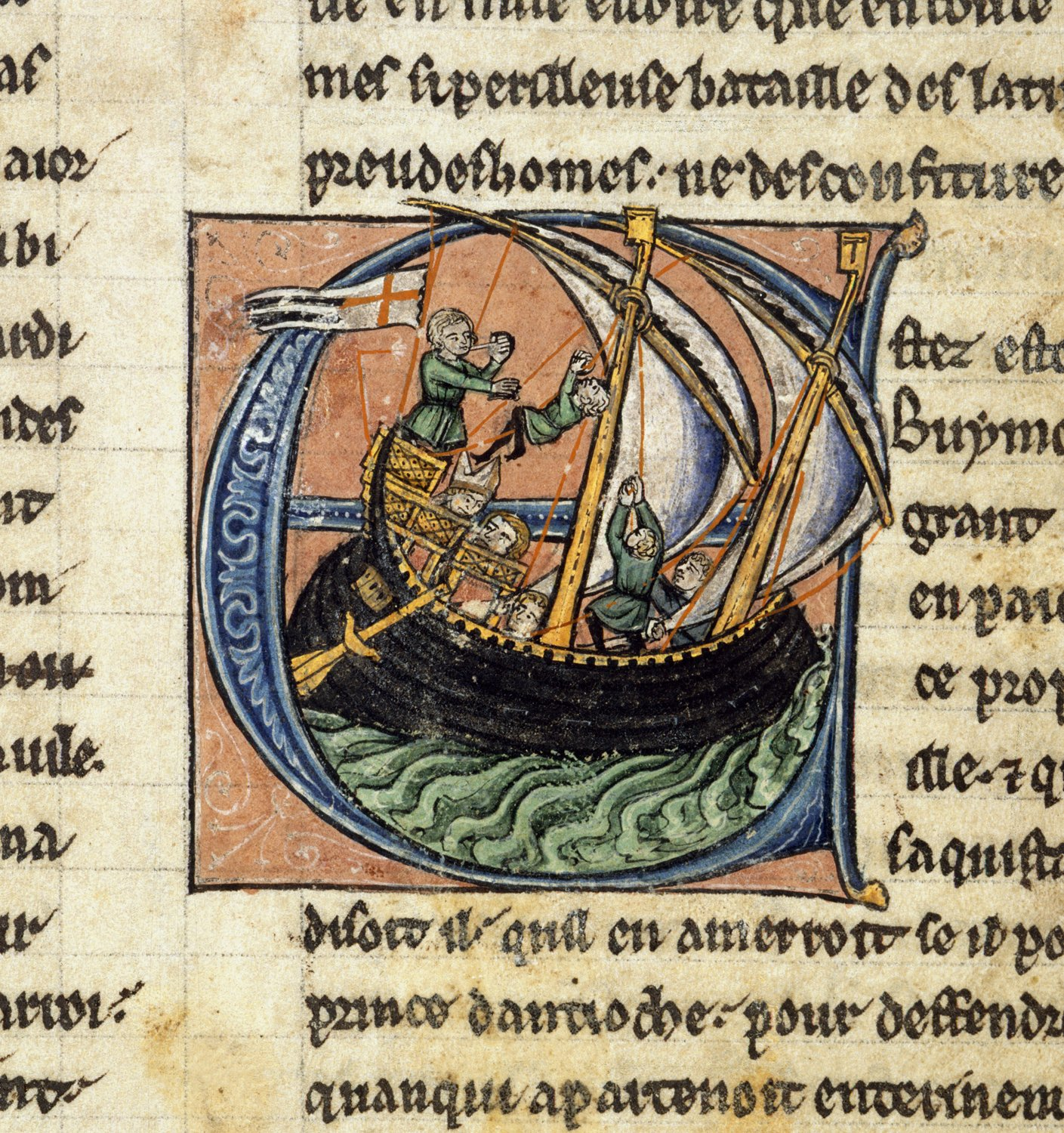
Bohémond et Daimbert de Pise. Miniature du XIIIe siècle.

En décembre 1099, Bohémond se rend à Jérusalem afin d'accomplir son pèlerinage et de célébrer les festivités de Noël. Il soutient l'élection de l'archevêque Daimbert de Pise au patriarcat latin de Jérusalem ; en échange, ce dernier lui confère l'investiture de la principauté d'Antioche. En juillet 1100, Bohémond inflige une défaite complète au roi seldjoukide Ridwan d'Alep et s'empare de tout le pays à l'ouest d'Alep. Il effectue peu après le siège de la ville de Marash, alors possession byzantine, mais sans succès. Accompagné de Richard de Salerne, Bohémond tente ensuite de porter secours au prince arménien Gabriel de Mélitène. Après une défaite contre les Turcs, il est fait prisonnier quelques jours plus tard lors d'une embuscade menée par les troupes de Danichmend, émir de Sivas, et est envoyé dans la forteresse de Néocésarée, dans le nord de l'Anatolie,. Tancrède de Hauteville gouverne Antioche à sa place pendant son absence ; ce dernier parvient à reprendre Tarse et Laodicée aux Byzantins. En 1101, une croisade destinée à porter secours à Bohémond est massacrée le 31 juillet à Mersivan.

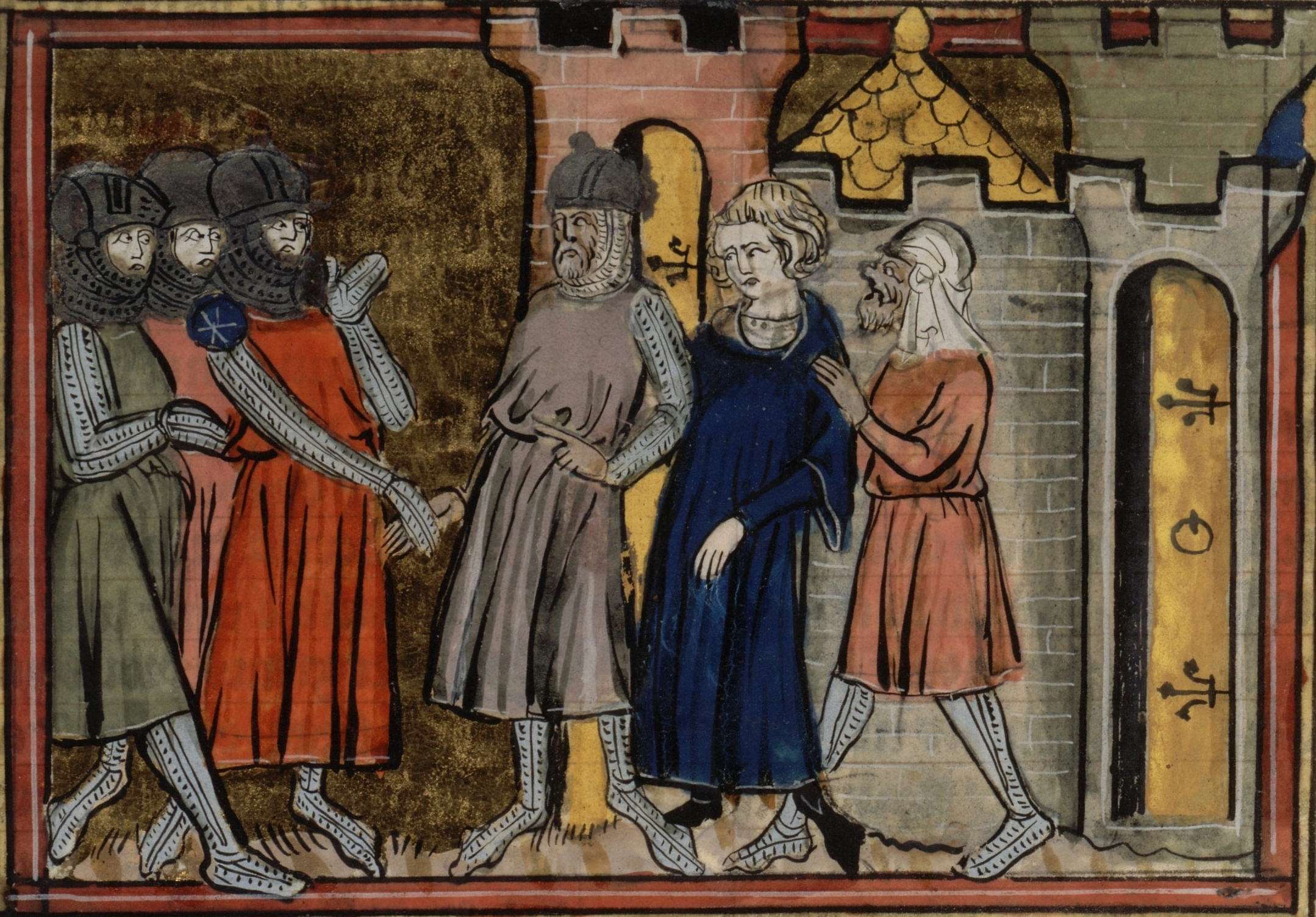
La libération de Bohémond. Miniature du XIVe siècle.

En 1103, Bohémond est libéré contre une rançon de 260 000 dinars, levée grâce aux contributions des Normands d’Italie. Il est ensuite contraint de défendre sa principauté sur deux fronts à la fois : contre les Byzantins et contre les Musulmans. Dès l'été 1103, Bohémond reprend l'offensive et contraint l'émir d'Alep à lui verser un tribut. Cependant, le 7 mai 1104, les croisés sont lourdement battus par une coalition musulmane lors de la bataille de Harran. Dans le même temps, l'Empire byzantin lance une expédition en Cilicie et reprend aux Latins la ville de Laodicée. 

### Expédition contre Byzance
Après avoir confié la régence à Tancrède, Bohémond s'embarque pour l'Apulie à la fin de l'année 1104 afin de demander des renforts et organiser une nouvelle croisade contre l'Empire byzantin,. Il ne reviendra plus jamais dans sa principauté. Après un séjour en Apulie, il sillonne le royaume de France. Officiellement, il se rend dans le Limousin afin d'effectuer un pèlerinage à Saint-Léonard-de-Noblat, le saint patron des prisonniers. En réalité, il se livre à une guerre de propagande contre Alexis Comnène et l'Empire byzantin. En 1106, il épouse Constance, la fille de Philippe Ier, roi de France, et obtient la main de Cécile, une autre fille de Philippe Ier, pour son neveu Tancrède. Il tente ensuite d’attaquer l’Empire byzantin avec un débarquement en Albanie comme l'avait fait son père vingt ans plus tôt. À la fin de l’année 1107, il prend Avlona et assiège Dyrrachion. Mais un an plus tard, les Byzantins le tiennent en échec et son expédition tourne court. Humilié, il doit traiter avec l’empereur qui lui fait reconnaître, par le traité de Déabolis, en 1108, l’autorité de Byzance sur la principauté d’Antioche. Ce traité est récusé par Tancrède, qui s’empresse de le dénoncer.

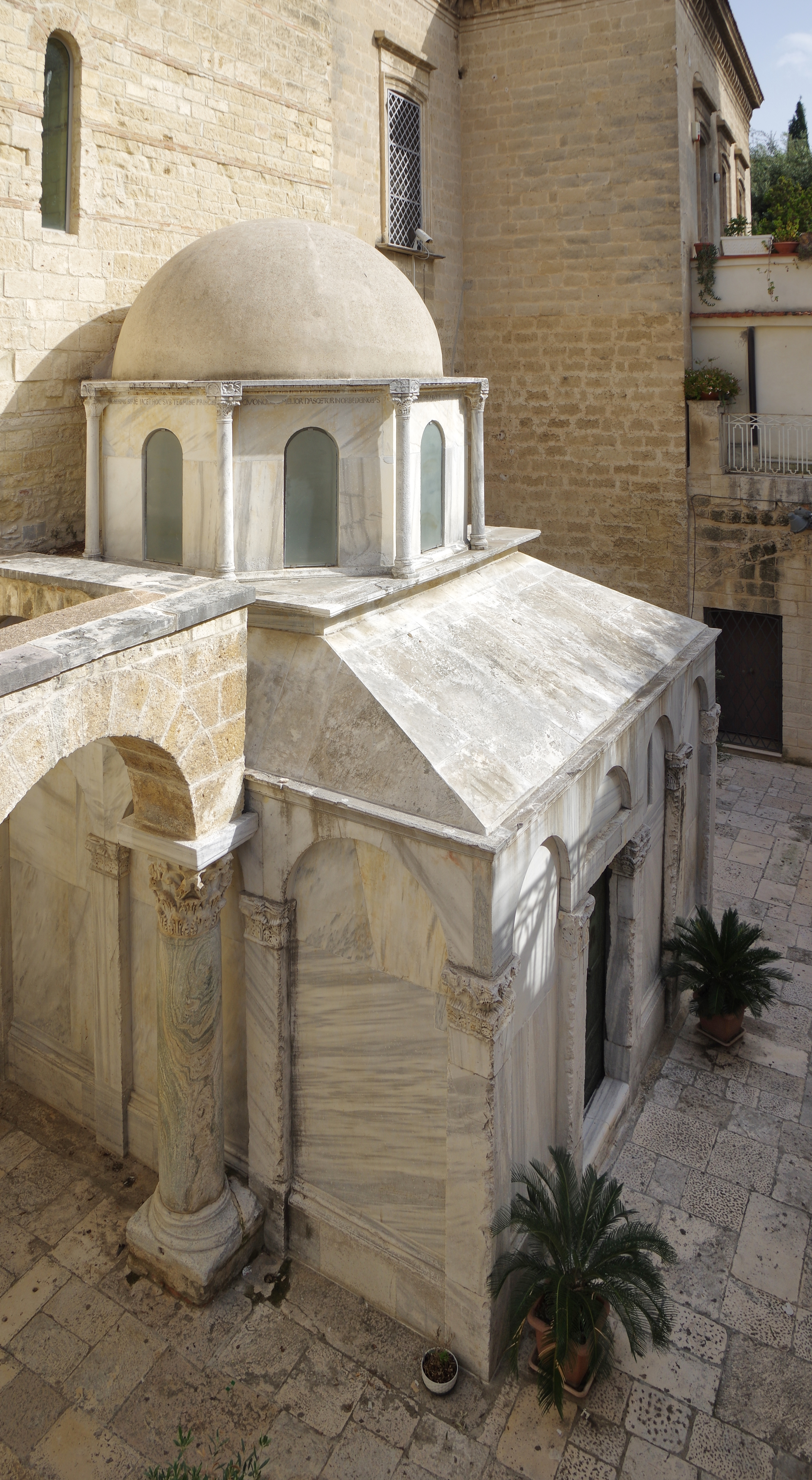
Mausolée de Bohémond à Canosa di Puglia.

Bohémond rentre en Apulie et meurt à Canosa le 7 mars 1111, laissant un jeune fils, Bohémond.

## Description
La princesse byzantine Anne Comnène, témoin oculaire de l’époque de la croisade, rencontre Bohémond pour la première fois alors qu’elle a quatorze ans ; elle laisse dans l’Alexiade une description détaillée : 

« On n'avait jamais vu auparavant sur la terre des Romains homme pareil à celui-là, barbare ou grec, car sa vue engendrait l'admiration, et sa renommée, l'effroi. Pour décrire plus en détail la physionomie de ce barbare, il avait une si haute stature qu'il dépassait presque d'une coudée les plus grands, et il était mince, sans embonpoint, avec les épaules larges, la poitrine développée, les bras vigoureux : sa personne dans l'ensemble n'était ni décharnée ni corpulente, mais parfaitement proportionnée et conforme, pour ainsi dire, au canon de Polyclète ; il avait les mains fortes, et était solidement campé sur ses pieds, avec le cou et la carrure robustes. Il paraissait légèrement voûté à un observateur attentif, non pas à cause d'une infirmité des vertèbres de l'épine dorsale, mais, à ce qu'il semble, parce qu'il était ainsi légèrement courbé de naissance. Il avait la peau très blanche, mais sur son visage le blanc se mêlait au rouge. Sa chevelure était blonde et ne lui tombait pas sur les épaules comme celle des autres barbares ; cet homme en effet n'avait pas la manie des longs cheveux, mais il les portait coupés jusqu'aux oreilles. Sa barbe était-elle rousse ou d'une autre couleur ? Je ne pourrais le dire, car le rasoir avait passé sur elle et laissé une surface aussi polie que le marbre ; cependant elle semblait bien aussi être rousse. Ses yeux bleus exprimaient à la fois le courage et la dignité. Son nez et ses narines respiraient l'air librement : sa poitrine était proportionnée à ses narines et ses narines l'étaient à sa large poitrine. [...] Il se dégageait de ce guerrier un certain charme, en partie gâté par un je ne sais quoi d'effrayant qui émanait de son être. Car tout cet homme dans toute sa personne était dur et sauvage, à la fois dans sa stature et dans son regard, et son rire même faisait frémir l'entourage. Corps et âme, il était ainsi fait que le courage et l'amour se hérissaient en lui et tous deux regardaient vers la guerre. Il avait l'esprit souple, rusé, et riche en subterfuge en toute occasion. Ses paroles étaient en effet calculées, et ses réponses, toujours ambiguës. »

— Anne Comnène, Alexiade, XIII, 10.

## Dans les arts et la culture
- Il est l'un des héros de la Chanson d'Antioche, une chanson de geste rédigée au début du XIIe siècle[45].
- La campagne sicilienne de l'extension Lords of the West d'Age of Empires II : Definitive Edition lui est partiellement consacré, dépeignant principalement ses victoires contre Alexis Comnène et sa défense d'Antioche contre l'armée de Kerbogha.